# Communauté de communes Cœur de Tarentaise
La communauté de communes Cœur de Tarentaise est une intercommunalité française située dans le département de la Savoie en région Auvergne-Rhône-Alpes.

## Historique
La communauté de communes Cœur de Tarentaise a été créée par arrêté préfectoral du 9 décembre 2009. Elle était composée à l'origine de huit communes.
Le 1er janvier 2014, Saint-Martin-de-Belleville rejoint la communauté de communes.
Le 1er janvier 2016, Saint-Martin-de-Belleville et Villarlurin fusionnent pour constituer la commune nouvelle des Belleville et Fontaine-le-Puits et Salins-les-Thermes fusionnent également pour constituer la commune nouvelle de Salins-Fontaine.
Le 1er janvier 2019, Saint-Jean-de-Belleville rejoint les Belleville.

## Territoire communautaire

### Géographie
La communauté de communes Cœur de Tarentaise est située dans la Vallée de la Tarentaise au centre-est du département de la Savoie. Elle est centrée autour de Moûtiers, ancienne capitale de la Tarentaise. Son altitude varie entre 465 mètres à Moûtiers et 3 564 mètres sur la commune de Saint-Martin-de-Belleville. Une partie du plus grand domaine skiable au monde Les Trois Vallées se trouve sur le territoire de la communauté de communes notamment avec les stations de Val Thorens et Les Ménuires situées sur la commune de Saint-Martin-de-Belleville.

### Composition
La communauté de communes est composée des 6 communes suivantes :

| Nom               | Code Insee | Gentilé         | Superficie (km2) | Population (dernière pop. légale) | Densité (hab./km2) |
| ----------------- | ---------- | --------------- | ---------------- | --------------------------------- | ------------------ |
| Moûtiers (siège)  | 73181      | Moutiérains     | 3,16             | 3 482 (2022)                      | 1 102              |
| Les Belleville    | 73257      |                 | 226,84           | 3 488 (2022)                      | 15                 |
| Hautecour         | 73131      | Hautacortains   | 11,65            | 298 (2022)                        | 26                 |
| Notre-Dame-du-Pré | 73190      | Praverains      | 18,2             | 256 (2022)                        | 14                 |
| Saint-Marcel      | 73253      | Saint-Marcelins | 8,76             | 615 (2022)                        | 70                 |
| Salins-Fontaine   | 73284      |                 | 8,64             | 959 (2022)                        | 111                |

### Démographie
| 1968  | 1975  | 1982  | 1990  | 1999  | 2008  | 2013  | 2019  |
| ----- | ----- | ----- | ----- | ----- | ----- | ----- | ----- |
| 8 574 | 9 260 | 9 196 | 9 763 | 9 687 | 9 760 | 9 547 | 9 138 |

### Pyramide des âges
| Hommes | Classe d’âge | Femmes |
| ------ | ------------ | ------ |
| 0,4    | 90 ans ou +  | 1,8    |
| 6,6    | 75 à 89 ans  | 11,2   |
| 13,7   | 60 à 74 ans  | 14,3   |
| 20,2   | 45 à 59 ans  | 20,3   |
| 21,7   | 30 à 44 ans  | 19,7   |
| 19,3   | 15 à 29 ans  | 15,5   |
| 18,1   | 0 à 14 ans   | 17,3   |

| Hommes | Classe d’âge | Femmes |
| ------ | ------------ | ------ |
| 0,4    | 90 ans ou +  | 1,1    |
| 6,3    | 75 à 89 ans  | 9,5    |
| 13,8   | 60 à 74 ans  | 14,7   |
| 20,9   | 45 à 59 ans  | 20,4   |
| 21,2   | 30 à 44 ans  | 20,2   |
| 18,2   | 15 à 29 ans  | 16,5   |
| 19,4   | 0 à 14 ans   | 17,5   |

## Administration

### Statut
Le regroupement de communes a dès sa création pris la forme d’une communauté de communes. L’intercommunalité est enregistrée au répertoire des entreprises sous le code SIREN 200 023 299. Son activité est enregistrée sous le code APE 8411Z

### Conseil communautaire
Le conseil communautaire de Cœur de Tarentaise se compose de 27 délégués représentant chacune des communes membres et élus pour une durée de six ans.
Ils sont répartis comme suit :
| Nombre de conseillers | Communes                     |
| --------------------- | ---------------------------- |
| 10                    | Les Belleville               |
| 10                    | Moûtiers                     |
| 3                     | Salins-Fontaine              |
| 2                     | Saint-Marcel                 |
| 1                     | Hautecour, Notre-Dame-Du-Pré |

### Présidence
| Période                                  | Période  | Identité            | Étiquette | Qualité |
| ---------------------------------------- | -------- | ------------------- | --------- | --- |
| 2009                                     | En cours | Fabrice Pannekoucke | UMP-LR    | Maire de Saint-Jean-de-Belleville (2001-2014) puis de Moûtiers (2014-2024) Conseiller régional d'Auvergne-Rhône-Alpes (2016-) Président du conseil régional (2024-) |
| Les données manquantes sont à compléter. |          |                     |           | |

### Bureau
Le conseil communautaire élit un président et des vice-présidents. Ces derniers, avec d'autres membres du conseil communautaire, constituent le bureau. Le conseil communautaire délègue une partie de ses compétences au bureau et au président.
| Nom                     | Fonction           | Qualité                               |
| ----------------------- | ------------------ | ------------------------------------- |
| Fabrice Pannekoucke     | Président          | Maire de Moûtiers                     |
| Claude Jay              | 1er vice-président | Maire de Les Belleville               |
| Jean-Paul De Bortoli    | 2e vice-président  | Adjoint au maire de Notre-Dame-du-Pré |
| Georges Danis           | 3e vice-président  | Maire de Villarlurin                  |
| Nouare Kismoune         | 4e vice-président  | Adjoint au maire de Moûtiers          |
| Donatienne Thomas       | 5e vice-président  | Maire de Saint-Jean-de-Belleville     |
| Fabienne Blanc-Tailleur | 6e vice-président  | Adjointe au maire de Salins-Fontaine  |
| Daniel Burlet           | 7e vice-président  | Adjoint au maire de Hautecour         |

### Compétences
Les actions qu'entreprend la Communauté de communes Cœur de Tarentaise sont celles que les communes ont souhaité lui transférer. Ces dernières sont définies dans ses statuts.

### Régime fiscal et budget
Le régime fiscal de la communauté de communes est la fiscalité additionnelle.